# 鉄側有蓋車

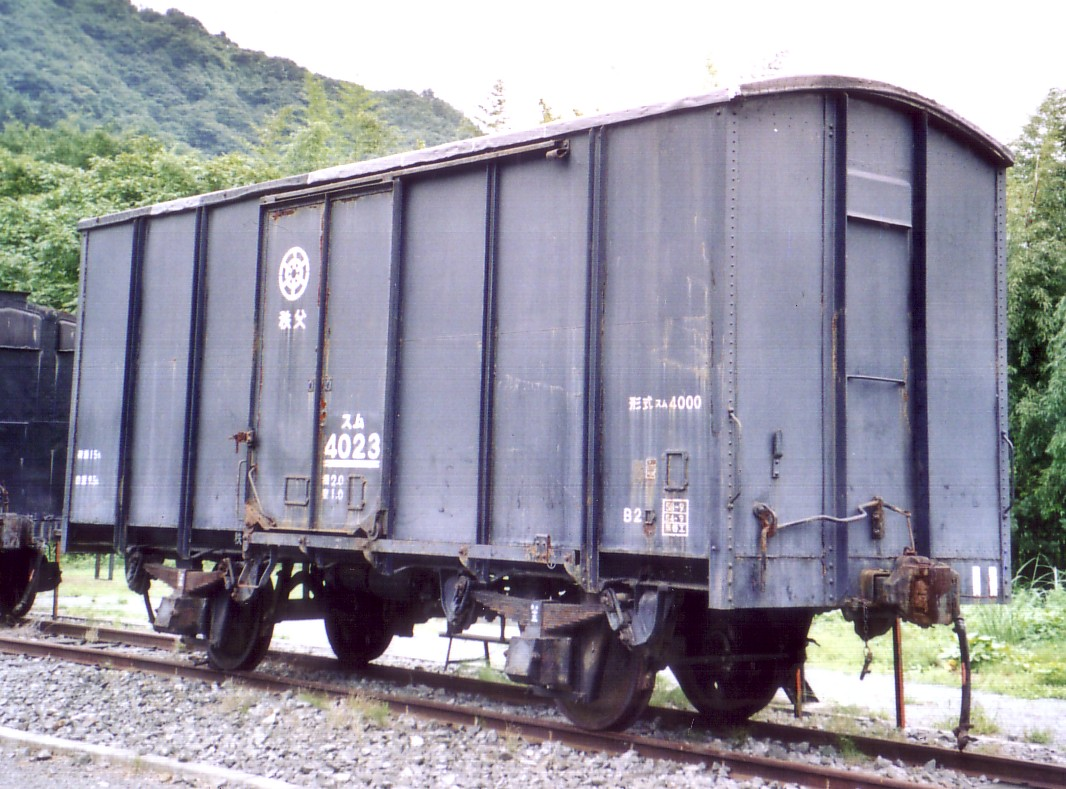
鉄側有蓋車の一例。秩父鉄道スム4023

鉄側有蓋車（てつがわゆうがいしゃ・てつそくゆうがいしゃ）とは、日本の有蓋貨車の一種である。鉄道省・日本国有鉄道（国鉄）における車両記号は「ス」。
大正末より旅客車を手始めに鋼製車両が製作されるようになるが、鉄道省は1925年（大正14年）に鋼製有蓋車ワ45000形（明治44年）を製作することとなる。この貨車は当時製作していたワム32000形（明治44年）（のちのワム3500形）の外側板を単純に鋼板に変更しただけで内張りを持たず、また屋根は木製のままとされていたが、実際に運用すると特に夏期は輻射熱の影響を受けやすいことが解り、当時の主要貨物である米などの輸送に不適なことが判明する。そのため、1928年（昭和3年）の増備車から鋼製有蓋車にも内張りが設置されることとなるが、それ以前に製作したワ45000形は運用上の制約を受けることから区別の必要があるため、同年に行われた改番により、新車種「鉄側有蓋車」スム1形として区分されることとなる。
こうした事情から、国鉄における以後の増備は1955年（昭和30年）にワム3500形を鋼体化した際に1度行われただけに終わるが、木造有蓋車に比べれば防水上有利で、相対的に鋼製の有蓋車よりも軽量なことから、袋詰セメント輸送の多い私鉄では1960年代まで製造が続けられることとなる。
2015年4月時点で秩父鉄道に2両が残るのみだが、営業用としては使われていない。

## 主な形式
日本国有鉄道
- スム1
H3633xW2736xL7830mm、9.0t。
- スム4500
ワム3500形を鋼体化改造して生まれた15t積鉄側有蓋車。H3730xW2700xL7830mm、8.7t。

秩父鉄道
- スム4000